# Rana novaeguineae
Rana novaeguineae là một loài ếch trong họ Ranidae.
Nó được tìm thấy ở Tây Papua ở Indonesia và Papua New Guinea.
Các môi trường sống tự nhiên của chúng là các khu rừng ẩm ướt đất thấp nhiệt đới hoặc cận nhiệt đới, xavan ẩm, đầm nước, và đầm nước ngọt có nước theo mùa.

## Hình ảnh

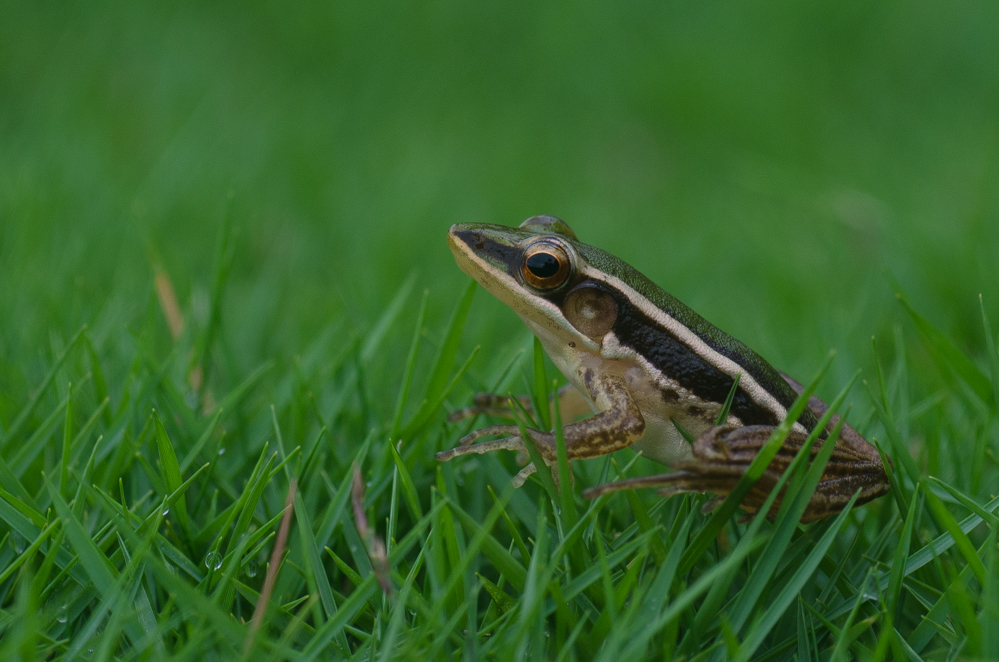